# NGC 2163
NGC 2163 est une nébuleuse par réflexion située dans la constellation d'Orion. Cette nébuleuse a été découverte par l'astronome français Édouard Stephan en 1874.